# Anzelm (opat)
Święty Anzelm (ur. ? – zm. między 803 a 809) – średniowieczny opat, później kanonizowany. Pochodził z longobardzkiej arystokracji. Był pierwszym opatem Nonantoli i księciem Friuli w latach 749-751.
Jako książę Friuli został następcą Aistulfa, gdy ten wstąpił na tron jako król Longobardów. Porzucił świat u szczytu świeckiej kariery i w 750 wybudował klasztor w Fanano w miejscu nadanym mu przez Aistulfa, który poślubił jego siostrę Gisaltrudę. Dwa lata później ufundował opactwo benedyktyńskie w Nonantoli niedaleko na północny wschód od Modeny, którego fundatorem był Aistulf. Anzelm przybył do Rzymu, gdzie papież Stefan II odział go w habit świętego Benedykta, dał mu pewne relikwie św. Sylwestra i wyznaczył na opata Nonantoli. Anzelm utworzył wiele hospicjów, gdzie biedni i chorzy znajdowali schronienie i opiekę mnichów.
Dezyderiusz, który po Aistulfie został królem Longobardów w 756, wygnał Anzelma z Nonantoli na rzecz swego protegowanego. Anzelm spędził siedem lat na wygnaniu w klasztorze benedyktyńskim w Monte Cassino, ale powrócił do Nonantoli po uwięzieniu Dezyderiusza przez Karola Wielkiego w 774. Do 1083 Nonantoli było cesarskim klasztorem i po Anzelmie często cierpiało z powodu cesarskiego wtrącania się w wybór opatów.
Będąc opatem przez piętnaście lat, Anzelm zmarł w Nonantoli między 803 a 809 rokiem, gdzie gmina wciąż czci go jako patrona. Dniem wspomnienia liturgicznego jest 3 marca.